# Comitatul Albany, Wyoming
Comitatul Albany, conform originalului din engleză,  Albany County, este unul din cele 23 comitate ale statului american  Wyoming. Sediul comitatului este localitatea  Laramie.
Conform recensământului din anul 2000, populația comitatului a fost 32.014 de locuitori.

## Istorie
Comitatul Albany a fost fondat la 16 decembrie, 1868 din comitatul Laramie  situat în  Teritoriu Dakota, care la aceea vreme avea jurisdicție pe o parte din statul Wyoming de astăzi
A devenit comitat în Teritoriul Wyoming la 19 mai, 1869.

## Demografie

Piramida vârstelor din comitatul Albany (Census 2000)

Conform recensământului din anul 2000, comitatul Albany, Wyoming avea 32.014 de locuitori(8 loc./km²):
13.269 gospodării,
7.006 familii,
15.215 unități locative ( 1/km²).
23,9% din gospodării au copii sub 18 ani
42% din gospodării sunt familii căsătorite
7,5 din gospodării sunt femei singure
Structura demografică
91,32% albi
1,11% afro-americani
0,95% nativi americani
1,7% asiatici
0,06% locuitori ai insulelor din Pacific
2,65.37% alte grupări etnice
Structura pe vârste
| Populație | Ani     | Procent |
| --------- | ------- | ------- |
| sub       | 18      | 18,3 %  |
| de la     | 18 - 24 | 28,2 %  |
| de la     | 25 - 44 | 26,1 %  |
| de la     | 45 - 64 | 19,1 %  |
| peste     | 65      | 8,3 %   |

- Vârsta medie era de 27 ani.
- Venitul mediu pentru o gospodărie din comitat era 28.790 dolari.
- Venitul mediu pentru o familie era 44,334 dolari.
- Aproximativ 10,8% din familii și 21,0% din populație erau sub pragul de sărăcie.

Evoluția demografică
| 1870 | 1880 | 1890 | 1900  | 1910  | 1920 | 1930  | 1940  | 1950  | 1960  | 1970  | 1980  | 1990  | 2000  | 2010  |
| ---- | ---- | ---- | ----- | ----- | ---- | ----- | ----- | ----- | ----- | ----- | ----- | ----- | ----- | ----- |
| 2021 | 4626 | 8865 | 13084 | 11574 | 9283 | 12041 | 13946 | 19055 | 21290 | 26431 | 29062 | 30797 | 32014 | 36299 |

## Geografie

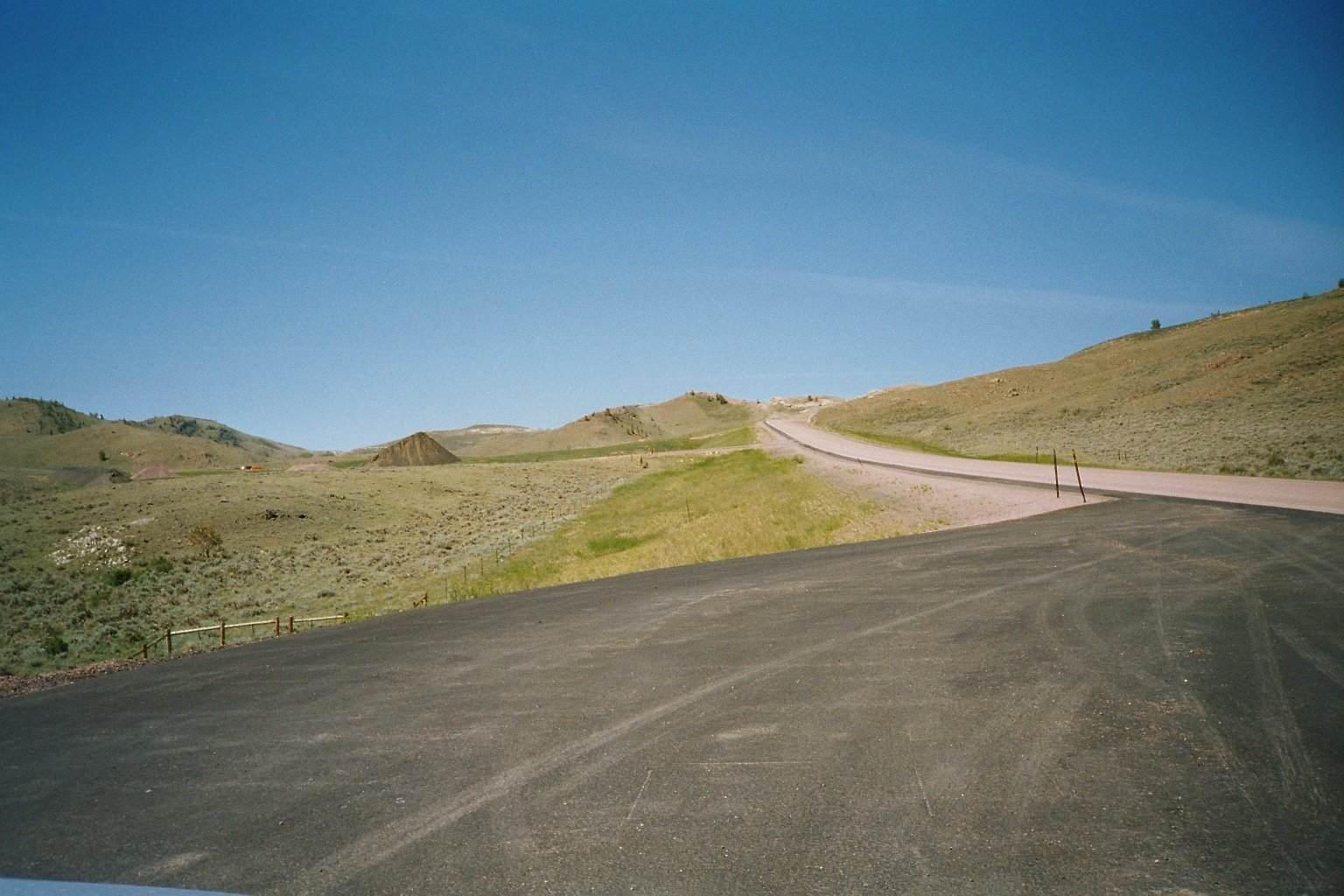
Comitatul Albany - Morton Pass (SR34)

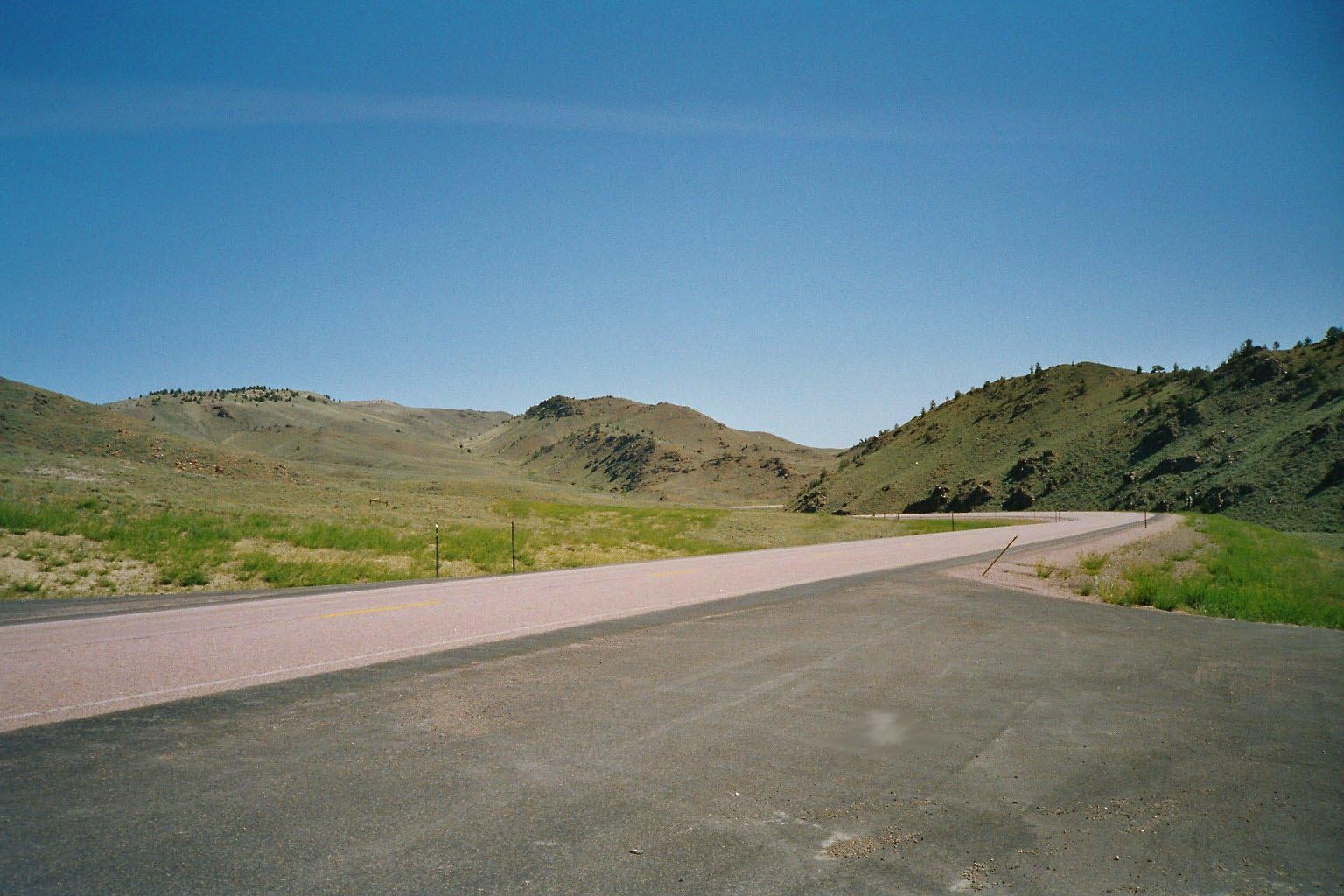
Comitatul Albany Morton Pass (SR34)

Potrivit Biroului Recensământului SUA, comitatul are o suprafață totală de  4.309 mile² (11.160 km²) din care 4.273 mile² (11.070 km²) este uscat și 36 mile² (93 km² )(0,84%) este apă.

### Comitate învecinate
- Converse - nord
- Platte - est
- Laramie - est
- Larimer, Colorado - sud
- Jackson, Colorado - sud-vest
- Carbon - vest

### Arii naționale protejate
- Bamforth National Wildlife Refuge
- Hutton Lake National Wildlife Refuge
- Medicine Bow National Forest (o parte)
- Mortenson Lake National Wildlife Refuge

### Drumuri importante
- Interstate 80 (Wyoming)
- U.S. Highway 30 (Wyoming)
- U.S. Highway 287 (Wyoming)

### Comunități
Orașe
- Laramie

Orășele
- Rock River

Locuri desemnate de Biroul Recensământului SUA
- Albany
- Centennial
- The Buttes
- Woods Landing-Jelm

Comunități fără personalitate juridică
- Bosler
- Buford
- Garrett
- Tie Siding

## Demografie
|  | Graficele sunt indisponibile din cauza unor probleme tehnice. Mai multe informații se găsesc la Phabricator și la wiki-ul MediaWiki. |

Date: Wikidata - grafică realizată de Wikipedia